# 北京坐标系
北京坐标系（EPSG:4214）是中國曾使用的一個以前苏联的普尔科沃（Pulovo）为大地原点的坐标系统。其成立於1954年，後來1980年又成立了國家大地座標系（即西安坐标系）但目前仍有部分測量數數據是基於北京坐標系。
北京坐标系在1980年代以西安坐标系的数据进行过改良，得到了类似的地图精度。
北京坐标系和其他坐标系的转换原则上需要向当地测绘局获取参数。EPSG地理参数数据库中有几套公开的小区域转换参数（中心在塔里木盆地、黄海、北部湾、海南东、鄂尔多斯盆地），都是石油公司为油田设计的。
1. ↑  HENG pengfei1, YANG Yuanxi2, CHENG Yingyan1, WEN Hanjiang1, MI Jingzhong1 and WANG Hua. .  (PDF).   [2023-05-18]. （原始内容存档 (PDF)于2022-03-20）.
2. ↑  Klokan Technologies. . epsg.io.   [2023-05-18]. （原始内容存档于2023-05-18） （英语）.